# 무스타파 아미니
모하메드 무스타파 카스틸로 아미니(파슈토어: محمدمصطفی امینی, Mohammad Mustafa Castillo Amini, 1993년 4월 20일, 뉴사우스웨일스주 시드니 ~ )는 호주의 축구 선수로 현재 A리그 멘의 퍼스 글로리 FC에서 중앙 미드필더로 활동 중이다.

## 사생활
시드니 출신으로, 그는 오스트레일리아에서 아프가니스탄계 아버지 니카라과계 어머니 사이에서 태어나 서 시드니에서 자랐다. 그는 셰르우드 공립학교와 웨스트필드 스포츠 고등학교를 거쳐 AIS에서 활약하던 도중에 ACT의 레이크 지니데라 대학교를 다녔고, 2012년 증명서를 2010년 3월에 획득하였다. 아미니는 '아프로' 스타일의 머리 모양을 하고 있고, 다리-페르시아어와 스페인어를 유창하게 구사할 수 있다.

## 클럽 경력

### 센트럴코스트 매리너스 FC

#### 2010–11 시즌

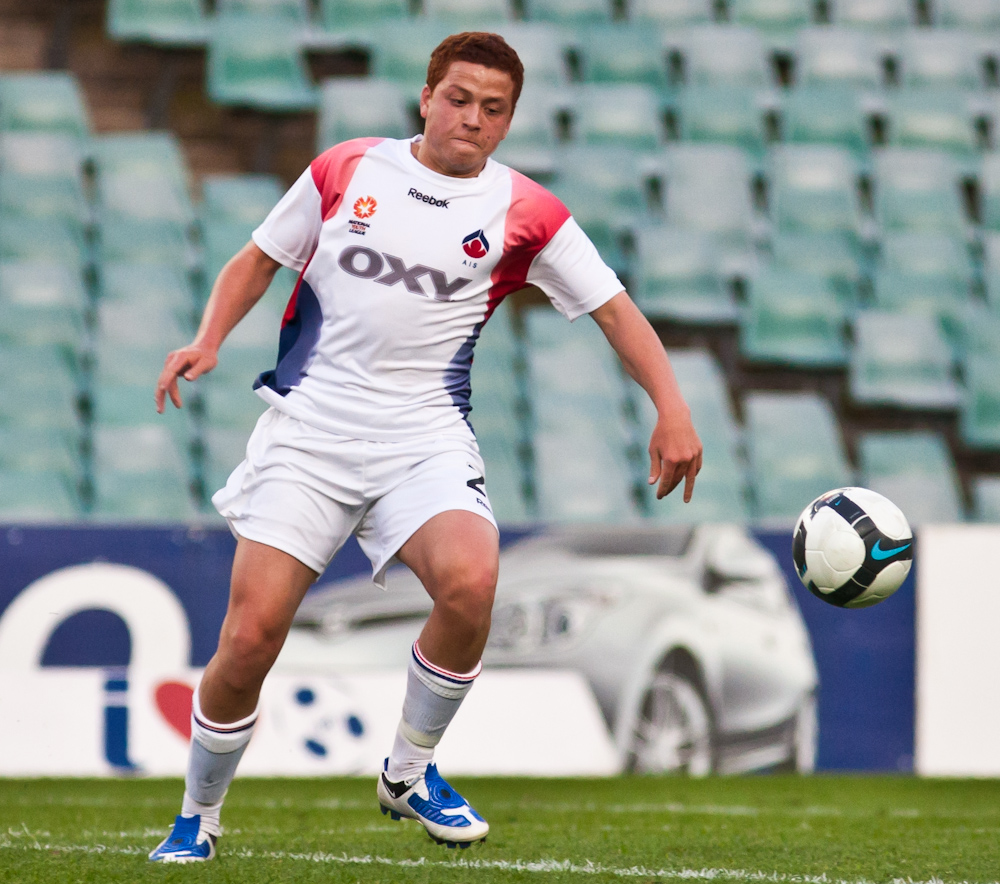
AIS 시절의 아미니

아미니는 AIS에 장학생으로 들기 전에 블랙타운 시티 FC에서 활약하였다. 그는 A리그의 센트럴코스트 매리너스 FC와 2년 계약에 서명하였다. 아미니는 같은 고스퍼드 연고의 센트럴코스트 FC와의 친선전에서 성인경기에 첫 출전하였고, 이 경기에서 매리너스가 7-1 승리를 거두었다. 2010년 10월 20일, 아미니는 브리즈번 로어 FC와의 경기에서 공식 A리그 데뷔를 하였다. 그의 첫 골은 2011년 2월 9일, 골드코스트 유나이티드 FC전에서 나왔는데, 이 경기에서 팀은 3-1로 승리하였다.
아미니의 훌륭한 2010-11 시즌 A리그 활약은 보루시아 도르트문트나 FC 바이에른 뮌헨 같은 다수의 해외 클럽들의 주목을 받게 했다. 결국 아미니는 7월에 열리는 2011년 FIFA U-20 월드컵 준비를 위해 2주간 보루시아 도르트문트에서 트라이얼을 하기로 하였고, 이후 이 분데스리가 클럽과 계약하였다. 보루시아 도르트문트에서의 며칠간 훈련 후, 이 젊은 선수는 위르겐 클로프 감독의 눈도장을 찍었고, "그는 축구를 할 줄 알고, 소질이 있다."라고 언급되었다.

### 보루시아 도르트문트

#### 2011–12 시즌 매리너스 임대
2011년 7월 4일, 푸스발-분데스리가의 보루시아 도르트문트는 아미니가 4년 계약을 했다고 발표하였다. 그러나, 2012년 5월 31일까지 1년간 센트럴코스트 매리너스 FC에 임대되어 2011-12 시즌 A리그와 AFC 챔피언스리그에 참가하도록 하였다.
2012년 7월 11일, 아미니는 SV 메펜과의 친선 경기에서 보루시아 도르트문트 데뷔전을 치렀고, 같은 경기에서 63분에 골을 넣어 팀의 2-1 승리에 기여하였다.

## 국가대표팀 경력
아미니는 오스트레일리아 U-20 팀에 차출되어 아르헨티나 U-20, 파라과이 U-20 등과 네차례의 남미 투어 경기를 4월 3-19일에 소화하였다. 이후, 그는 2010년 AFF U-19 챔피언쉽을 위해 다시 U-20 국가대표팀에 차출되었다. 그는 이 대회의 베트남 U-20전에 출전하였고, 오스트레일리아는 4-1 승리를 거두었다. 그는 최근에 콜롬비아에서 U-20 월드컵을 치루었고, 그는 콜롬비아 현지인으로부터 카를로스 발데라마의 별명인 피베 (Pibe) 라는 연호를 받았다.
2011년 3월 23일 보루시아 도르트문트에서의 인상적인 트라이얼 후, 아미니는 홀거 오지크 국가대표팀에 의해 차출되어 독일에서의 오스트레일리아 성인 국가대표팀 훈련에 참가하였다.

## 클럽 통계
| 클럽                     | 시즌      | 리그 | 리그 | 리그     | 결승 | 결승 | 결승     | 대륙 | 대륙 | 대륙     | 합계 | 합계 | 합계     |
| 클럽                     | 시즌      | 출전 | 골   | 어시스트 | 출전 | 골   | 어시스트 | 출전 | 골   | 어시스트 | 출전 | 골   | 어시스트 |
| ------------------------ | --------- | ---- | ---- | -------- | ---- | ---- | -------- | ---- | ---- | -------- | ---- | ---- | -------- |
| 센트럴코스트 매리너스 FC | 2010–11   | 21   | 1    | 2        | 2    | 0    | 0        | 0    | 0    | 0        | 23   | 1    | 2        |
| 센트럴코스트 매리너스 FC | 2011–12   | 16   | 2    | 0        | 2    | 0    | 0        | 4    | 1    | 0        | 22   | 3    | 0        |
| 경력 합계                | 경력 합계 | 37   | 3    | 2        | 4    | 0    | 0        | 4    | 1    | 0        | 45   | 4    | 2        |

## 수상
오스트레일리아 축구 국가대표팀
- AFC U-19 챔피언쉽 준우승: 2010
- AFF U-19 챔피언쉽: 2010

센트럴코스트 매리너스 FC
- A리그: 2011-12